# Yōsuke Kawai
Yōsuke Kawai (jap. 河井 陽介 Kawai Yōsuke; ur. 4 sierpnia 1989) – japoński piłkarz występujący na pozycji pomocnika. Obecnie występuje w Shimizu S-Pulse.

## Kariera klubowa
Od 2012 roku występował w klubie Shimizu S-Pulse.